# Crângu (okręg Vâlcea)
Crângu – wieś w Rumunii, w okręgu Vâlcea, w gminie Scundu. W 2011 roku liczyła 334 mieszkańców.